# CRAZY CLOUDS
「CRAZY CLOUDS」（クレイジー・クラウズ）は、NOKKOの1枚目のシングルである。1992年3月11日発売。発売元はソニー・ミュージックレコーズ。

## 概要
- ソロデビュー後、初のシングル。
- JALの「'92 I'LL」キャンペーンソングに使用された[1]。
- カップリング曲の「FEEL (LEMON English Version)」はアルバム『Hallelujah』収録曲「レモン」の英詞ヴァージョンである。このヴァージョンは2006年のベスト・アルバム『NOKKO'S SELECTION, NOKKO'S BEST』にてアルバム初収録となった。

## 収録曲
全作詞NOKKO／作曲：NOKKO、屋敷豪太／編曲：屋敷豪太
1. CRAZY CLOUDS
2. FEEL (LEMON English Version)

## 収録アルバム
- Hallelujah (#1)
- THE BEST OF NOKKO (#1)
- NOKKO'S SELECTION, NOKKO'S BEST (#1, #2)